# انفجار خجیر
انفجار پارچین، انفجار خجیر یا انفجار در شرق تهران در ساعات پایانی ۵ تیر ۱۳۹۹ صدا و نور حاصل از انفجاری مهیب از این منطقه مورد توجه مردم قرار گرفت و از نقاط مختلف تهران دیده شد. این صدا در پردیس، بومهن و مناطق اطراف به وضوح شنیده شد.

## پارچین
نام شهرک و منطقه‌ای است در جنوب شرقی شهر تهران که در شمال شرقی شهرستان پاکدشت قرار دارد. کارخانه‌های صنایع دفاع در پارچین از سال ۱۳۱۱ فعالیت داشته‌اند و امروزه حدود ۵۰۰ واحد مسکونی سازمانی و همچنین شهرک‌های اقماری دارد.

## علت حادثه

### وزارت دفاع ایران
سخنگوی وزارت دفاع: «ساعت حدود یازده و نیم تا ۱۲ شب یک مخزن گاز در منطقهٔ عمومی پارچین دچار انفجار می‌شود که بلافاصله آتش حاصل این انفجار توسط آتش‌نشانی مهار شد و این حادثه تلفاتی نداشته‌است.»

### گمانه‌زنی رسانه‌های خارجی
آسوشیتد پرس براساس تصاویر ماهواره‌ای اعلام کرد انفجاری که شامگاه جمعه صدای آن در تهران شنیده شد، مربوط به منطقه‌ای کوهستانی در شرق این شهر است که به عقیدهٔ کارشناسان مجموعه‌ای از تونل‌های زیرزمینی و مراکز تولید موشک در آنجا قرار دارد.فابین هنز، محقق مرکز مطالعات عدم اشاعهٔ جیمز مارتین وابسته به مؤسسهٔ مطالعات میدلبری در کالیفرنیا به آسوشیتدپرس گفت به نظر می‌رسد این انفجار مربوط به تأسیسات گروه صنعتی شهید باکری است که موشک سوخت جامد تولید می‌کند. نیویورک تایمز در گزارش خود به نقل از برخی تحلیل‌گران احتمال خرابکاری را نیز مطرح کرده‌است. فابیان هینز، محقق مرکز تحقیقات منع گسترش سلاح‌های هسته‌ای گفت: «پارچین اساساً بزرگ‌ترین سایت تولیدکنندهٔ مواد منفجرهٔ نظامی در ایران است.» آن‌ها موشک‌های توپخانه‌ای را در آنجا تولید می‌کنند و آزمایش می‌کردند. افقون استووار، یک محقق ایرانی در دانشکدهٔ نیروی دریایی، گفت که با توجه به حساسیت ایران در مورد پایگاه می‌تواند انفجار در یک مکان نظامی رخ داده باشد، همچنین احتمال دارد انفجار مربوط به موشک‌های بالستیک باشد و احتمال سوم این است که این یک تصادف نبوده بلکه نوعی خرابکاری بوده‌است."
وال استریت ژورنال طی خبری به قلم اریسو انگل راسموسن اعلام کرد مقامات ایران گفتند این انفجار در منطقه‌ای متعلق به وزارت دفاع رخ داده‌است که در همین منطقه پایگاه موشکی خجیر نیز واقع شده‌است، به گزارش وال‌استریت ژورنال این انفجار در شرایطی است که اعتماد عمومی به دولت و سپاه پاسداران به سطح پایینی رسیده‌است.